# Karl Hesse (Forstbeamter)
Karl Hesse (* 26. November 1882 in Mainz; † 25. Juli 1967 in Darmstadt) war ein deutscher Staatsrat und Landesforstmeister.

## Leben
Nach dem Abitur absolvierte Karl Hesse ein Studium der Forstwirtschaft an der Justus-Liebig-Universität Gießen und war anschließend als Forstassessor in Darmstadt tätig. Er musste Kriegsdienst leisten und wurde als Offizier eingesetzt.
Nach dem Krieg kam er nach Darmstadt zurück und wurde dort im Oktober 1920 Öberförster und wechselte als Referent in das Hessische Ministerium der Finanzen, Abteilung Forst- und Kameralverwaltung. Im Juli 1924 wurde er Vortragender Rat in dieser Abteilung und zum Oberforstrat befördert.
Am 26. Mai 1925 wurde er Staatsrat in dem Ministerium und war Vorsitzender der Abteilung für Forst- und Kameralverwaltung. Für seine Verdienste beim Zustandekommen des hessischen Forstverwaltungsgesetzes von 1923 und des Naturschutzgesetzes von 1931 wurde ihm von der Universität Gießen die Ehrendoktorwürde verliehen. 1925 wurde er Vorsitzender des Vogelschutzvereins Hessen.
Die Nationalsozialisten unter dem Reichsforstmeister Hermann Göring schalteten den Verein gleich. Hesse blieb im Amt. Dabei dürfte der Verein dem damaligen Zeitgeist gefolgt sein und keine Widerstandsleistungen vorgenommen haben. Am 21. Juni 1937 beantragte Hesse die Aufnahme in die NSDAP und wurde rückwirkend zum 1. Mai desselben Jahres aufgenommen (Mitgliedsnummer 5.902.640). Bis zum Ende des Zweiten Weltkrieges war er Staatsrat und leitete die Ministerialforstabteilung.
Nach 1945 wurde Hesse aus dem Dienst entlassen; fortan widmete er sich der Vogelschutzbewegung.

### Öffentliche Ämter
- 1952 bis 1956 Vorsitzender des Deutschen Forstvereins
- Vorsitzender des Vogelschutzvereins Hessen

### Auszeichnungen
- 1931 Ehrendoktor der Philosophischen Fakultät Gießen